# Kingdoms Disdained
Kingdoms Disdained – dziewiąty album studyjny amerykańskiego zespołu deathmetalowego Morbid Angel. Wydawnictwo ukazało się 1 grudnia 2017 roku nakładem wytwórni muzycznej Silver Lining Music. Nagrania zostały zarejestrowane w znajdującym się na Florydzie Mana Recording Studios. Jest to pierwszy album nagrany ze Steve’em Tuckerem po jego powrocie do zespołu w 2015 roku, a także pierwszy, na którym zagrał perkusista Scott Fuller.

## Lista utworów
1. "Piles of Little Arms" – 3:44
2. "D.E.A.D." – 3:01
3. "Garden of Disdain" – 4:25
4. "The Righteous Voice" – 5:03
5. "Architect and Iconoclast" – 5:44
6. "Paradigms Warped" – 3:59
7. "The Pillars Crumbling" – 5:06
8. "For No Master" – 3:29
9. "Declaring New Law (Secret Hell)" – 4:21
10. "From the Hand of Kings" – 4:02
11. "The Fall of Idols" – 4:49

## Skład zespołu
- Scotty Fuller – perkusja
- Trey Azagthoth – gitara
- Steve Tucker – gitara basowa, śpiew